# Jari Isometsä
Jari Olavi Isometsä (Alatornio, 11 de septiembre de 1968) es un deportista finlandés que compitió en esquí de fondo. 
Participó en tres Juegos Olímpicos de Invierno, obteniendo tres medallas de bronce en la prueba de relevo, en Albertville 1992 (junto con Mika Kuusisto, Harri Kirvesniemi y Jari Räsänen), en Lillehammer 1994 (con Mika Myllylä, Harri Kirvesniemi y Jari Räsänen) y en Nagano 1998 (con Harri Kirvesniemi, Mika Myllylä y Sami Repo).
Ganó cuatro medallas en el Campeonato Mundial de Esquí Nórdico entre los años 1991 y 1997.

## Palmarés internacional
| Juegos Olímpicos   | Juegos Olímpicos       | Juegos Olímpicos  | Juegos Olímpicos            |
| Año                | Lugar                  | Medalla           | Prueba                      |
| ------------------ | ---------------------- | ----------------- | --------------------------- |
| 1992               | Albertville (Francia)  | Medalla de bronce | Relevo 4 × 10 km            |
| 1994               | Lillehammer (Noruega)  | Medalla de bronce | Relevo 4 × 10 km            |
| 1998               | Nagano (Japón)         | Medalla de bronce | Relevo 4 × 10 km            |
| Campeonato Mundial |                        |                   |                             |
| Año                | Lugar                  | Medalla           | Prueba                      |
| 1991               | Val di Fiemme (Italia) | Medalla de bronce | Relevo 4 × 10 km            |
| 1995               | Thunder Bay (Canadá)   | Medalla de plata  | Relevo 4 × 10 km            |
| 1995               | Thunder Bay (Canadá)   | Medalla de bronce | 12,5 km+12,5 km persecución |
| 1997               | Trondheim (Noruega)    | Medalla de plata  | Relevo 4 × 10 km            |